# Microlicia monticola
Microlicia monticola är en tvåhjärtbladig växtart som beskrevs av John Julius Wurdack. Microlicia monticola ingår i släktet Microlicia och familjen Melastomataceae. Inga underarter finns listade i Catalogue of Life.